# Cooper (Schiff)
Die USS Cooper (DD-695) war ein Zerstörer der Allen-M.-Sumner-Klasse der United States Navy. Sie stand 1944 für neun Monate im Dienst der US-Marine, bevor sie vor Leyte sank.

## Geschichte
Die USS Cooper wurde am 30. August 1943 bei der Federal Shipbuilding and Drydock Company in Kearny, New Jersey auf Kiel gelegt. Nach der Taufe durch die Witwe des Namensgebers Elmer Glenn Cooper (1905–1938) lief der Zerstörer am 9. Februar 1944 vom Stapel. Er wurde am 27. März 1944 unter dem Kommando von Commander J. W. Schmidt bei der US-Marine in Dienst gestellt.
Die Cooper verließ Boston am 23. Juli 1944, durchquerte den Panamakanal und traf am 4. September in Pearl Harbor ein. Nach umfangreichen Manövern und Übungen vor Hawaii lief der Zerstörer am 23. Oktober in Richtung Ulithi aus, wo er am 5. November eintraf. Er wurde der Eskorte der Flugzeugträger für die Angriffe auf Luzon und die Bucht von Manila zugeteilt, bis zum 19. November blieb die Cooper auf diesem Posten. Nach kurzen Reparaturen im Ulithi-Atoll nahm sie an Patrouillen im Golf von Leyte teil.
Am 2. Dezember lief die Cooper zusammen mit der Allen M. Sumner und der Moale in die Bucht von Ormoc ein, um japanische Schiffe anzugreifen. Die Zerstörer trafen auf einige kleine Patrouillenfahrzeuge sowie zwei kleine Zerstörer und griffen sie an. Um 00:13 Uhr erhielt die Cooper einen Torpedotreffer auf der Steuerbordseite, vermutlich von der Kuwa. Die Explosion ließ das Schiff in zwei Teile brechen und innerhalb einer Minute sinken. Die Anwesenheit japanischer Einheiten verhinderte die Rettung der Überlebenden, erst gegen 14 Uhr konnten PBY-5A Black Cats 168 Überlebende aus dem Wasser retten. 191 Besatzungsmitglieder starben beim Untergang der Cooper.
Die Cooper erhielt einen Battle Star für ihren Einsatz während des Zweiten Weltkriegs.

## Wrack
Das Wrack wurde am 4. Dezember 2017 vom Forschungsschiff Petrel in der Ormoc-Bucht auf einer Tiefe von 200 Metern entdeckt.